# محمد عباس الدراجي
محمد عباس الدراجي (1950 - 12 أكتوبر 2002) شاعر وكاتب وصحفي عراقي. ولد في النجف. نشأ في كنف أبيه الذي كان يصحبه إلى مجالس الشعر فحفظ منه الكثير وهو ما يزال صغيرًا، ثم التحق بالتعليم فأكمل مرحلتيه الابتدائية والمتوسطة في النجف وتخرج في دار المعلمين الابتدائية في مدينة كربلا عام 1969. عمل مدرسًا مدة ثمانية أعوام، أشرف بعدها على الشؤون الأدبية في مديرية النشاط المدرسي، إضافة إلى إصداره لمجلة الكوثر النجفية الشهرية التي امتلكها ورأس تحريرها. أسّس مكتبة أهل البيت العامة في النجف 1993، كما أسهم في إقامة أول معرض للصحافة النجفية بالمدينة نفسها عام 1986. كان عضوًا لاتحاد الأدباء، كما كان عضوًا في ندوة الأدب المعاصر بالنجف. توفي إثر حادث مروري وهو يقود سيارته في طريق بابل - النجف.

## سيرته
ولد محمد عباس الدراجي في النجف عام 1370 هـ/ 1950 م ونشأ بها وترعرع في كنف والده الذي عني بتربيته حسنه وأخذ محمود يرافقه في حضور مجالس الشعر والأدب. بدأ تحصيله العلمي في مدرسة السلام الابتدائية وواصل دراسته المتوسطة في متوسطتي الخورنق والسدير وأكمل مرحلة الدراسية الأخيرة في دار المعلمين في كربلاء وتخرج عام 1968 عين معلماً ومن ثم مشرفاً للشؤون الأدبية في مديرية النشاط المدرسي في النجف. نشر الكثير من مقالاته وتحقيقاته الصحفية في العديد من الصحف العراقية ثم تعمق في كتاباته فيما بعد حتى تلقفت مواضيعه التي كتبها مجلات العربية مثل كل العرب والقافلة والفيصل. 

أنشأ مشروعه الثقافي الكبير وهو تأسيس مكتبة أهل البيت العامة بعد أجازات استحداثها وزارة الثقافة والأعلام وقد جال بين العديد من المؤلفين والمؤسسات الثقافية لرفد هذه المكتبة بالكتب والدوريات وثم يكثف بمهمة المكتبة الإسلامية في تقديم الخدمات التخصصية لروادها بل حولها إلى مؤسسة إبداعية تقام فيها المواسم الثقافية ومهرجانات الشعر والمسابقات والدورات الخاصة بتعليم القرآن وعلوم الحديث. أصدر مجلة الكوثر والتي صدرت في النجف. بدأ يشارك منذ عام 1968 في مهرجانات شعرية في أنحاء العراق وشارك مرات عديدة في مهرجانات عيد الغدير في النجف للأعلام من 1969 إلى 1972.

وفي عام 1975 دخل عالم الصحافة حيث انتقل إلى بغداد وكتب قصائده ومواضيعه الصحفية في صحف ومجلات عراقية عديدة وكذلك بعض المجلات العربية مثل القافلة والفيصل والعربي وكل العرب. دخل عالم التأليف عام 1977 عندما أنجز كتابه المخطوط الأول الطفل في رحاب الشعر العربي وفي عام 1987 طبع له في بيروت كتابه الأول الإشعاع القرآني في الشعر العربي وقدم له حسين علي محفوظ. 

كان الدراجي عضواً في اتحاد الأدباء العرب وعضو مؤسس لاتحاد أدباء العراق فرع النجف وعضو ندوة الأدب المعاصر عام 1973 وعضو نقابة الصحفيين العراقيين وعضو اتحاد المؤلفين والكتاب وعضو جمعية الناشرين العراقيين.

توفي في 5 شعبان 1423 هـ/ 12 أكتوبر 2002 في حادث سيارة أثناء عودته من بغداد إلى النجف.

## مؤلفاته
- الإشعاع القرآني في الشعر العربي، 1987.
- القصائد الخالدات في حب أهل البيت، 1988.
- صحافة النجف، تاريخ وإبداع، 1989.
- نور من دعاء كميل، 1990.
- الإمام المهدي في الشعر العربي، 1999.
- غزل الفقهاء، 1999.
- سلسلة شخصيات مضيئة، 1990 وتضم أربعة عشر شخصية من أهل البيت والصحابة.
- الإمام علي والرياضيات
- أبو ذر الغفاري في ضمير الشعراء
- المختار الأنيس من التراث النفيس
- الطفل في رحاب الشعر العربي

انجز ملحمة شعرية بعنوان المستضعفون في التاريخ تقع في ثلاثة آلاف بيت بوزن وقافية واحدة يستعرض فيها الشخصيات التي تعرض إلى الاضطهاد منذ زمن النبي آدم حتي عصره. 